# 塞奇維爾 (愛荷華州)
塞奇維爾（英語：Sageville）是一個位於美國愛荷華州迪比克縣的城市。

## 地理
塞奇維爾的座標為42°33′10″N 90°42′45″W / 42.55278°N 90.71250°W，而該地的平均海拔高度為189米（即620英尺）。

## 人口
根據2010年美國人口普查的數據，塞奇維爾的面積為1.79平方千米，當中陸地面積為1.79平方千米，而水域面積為0.00平方千米。當地共有人口122人，而人口密度為每平方千米68人。